# St. Burchard (Oedingen)

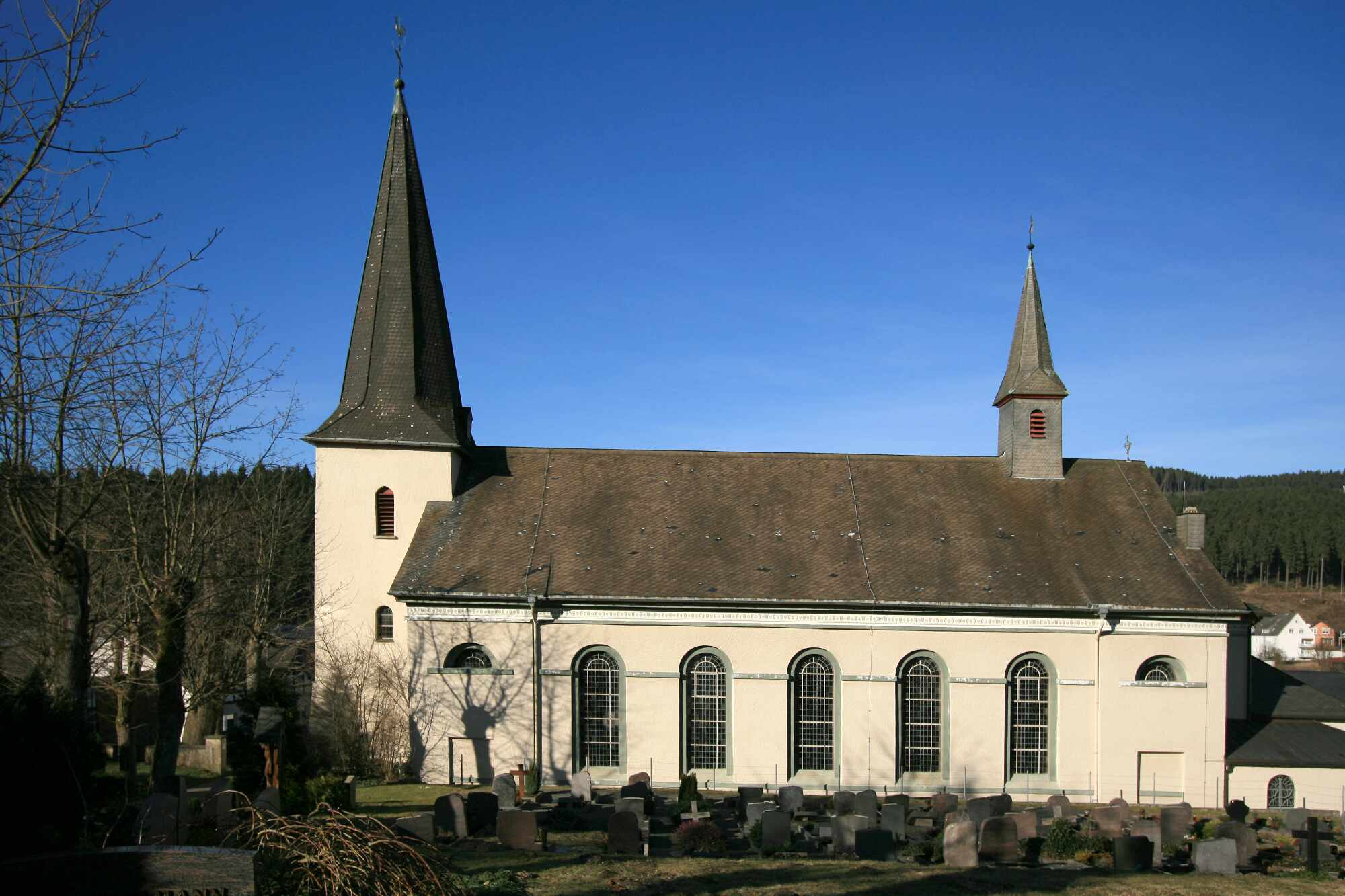
St. Burchard

Die katholische Pfarrkirche St. Burchard ist ein denkmalgeschütztes Kirchengebäude in Oedingen, einem Ortsteil der Gemeinde Lennestadt, im Kreis Olpe, in Nordrhein-Westfalen.

## Geschichte und Architektur
Der Historiker Manfred Wolf datiert (neben Alfred Hömberg) die Errichtung einer Pfarrkirche in Oedingen auf die Zeit nach der Jahrtausendwende. Zu dieser Zeit wird für Oedingen bereits von der Existenz eines Friedhofs berichtet, dem üblicherweise eine Kirche zugehörte. Auch erfolgte zu damaliger Zeit die Benennung eines Schutzheiligen vielfach nur wenige Jahre nach dessen Tod bzw. Heiligsprechung; der Schutzheilige der Oedinger Kirche St. Burchard wurde im Jahr 984/90 heiliggesprochen.
Die Nennung der Oedinger Kirche als Pfarrkirche ist im Jahr 1292 bereits im Westfälischen Urkundenbuch nachgewiesen, wogegen im „liber valoris“ (Verzeichnis sämtlicher Pfarrkirchen der Erzdiözese Köln um 1300) die Kirche lediglich als „Capella“ bezeichnet wird. Wenngleich der Kirche in Oedingen wohl nie offiziell der Titel Pfarrkirche verliehen wurde, geht der Historiker Wolf in der Oedinger Chronik davon aus, dass sie durch die normative Kraft des Faktischen stets im Besitz der Pfarrrechte war.
Von der ursprünglichen Kirche ist noch der Westturm aus dem 13. Jahrhundert erhalten. Das heutige Gebäude ist ein klassizistisches, weitläufiges Langhaus mit gutgegliedertem siebenachsigen Ausbau. Es wurde 1832 errichtet. Große Rundbogenfenster gliedern die Wände. Der Chor ist gerade geschlossen, die Sakristei liegt östlich. Die Kirche ist im Inneren flachgedeckt und wird von zwei Reihen kannelierender Säulen, auf denen die Deckenbalken ruhen in drei Schiffe unterteilt. Das Baumaterial stammte zum großen Teil von der Klosterkirche des Klosters Grafschaft.
Die umfangreiche Renovierung der Kirche in den Jahren 2016–2017 umfasste hauptsächlich folgende Bereiche: Neuanstrich des Kircheninneren, Überarbeitung der Kirchenbänke, Erneuerung der Heizungsanlage, Neugestaltung des Chor- und Altarraumes, Sanierung der Orgel, Erneuerung der Elektroanlage, Überprüfung und Reparatur des Geläuts und Erneuerung des Treppenaufgangs zur Kirche. Die Kosten der gesamten Maßnahme werden mit rd. 560.000 Euro veranschlagt.

## Ausstattung
- Gotische Statue des Hl. Jacobus aus der Zeit um 1520, vermutlich von dem Bildschnitzer Petrus von Kolshusen.[6] Örtliche Veröffentlichungen weisen darauf hin, dass es sich bei der jetzigen Statue um eine Nachbildung handelt. Das Original befindet sich seit 1977 im Diözesanmuseum in Paderborn.[7]
- Vier Kanzelevangelisten und eine Madonna aus der barocken Ausstattung der alten Kirche, geschaffen in der Attendorner Werkstatt des Johann Sasse.[8]
- Hochaltar mit Relief des Kirchenpatrons St. Burchard und zwei Holzreliefs „Die Hochzeit zu Kana“ und „Die Wunderbare Brotvermehrung“ im Chorraum (Arbeiten des Künstlers Peter Schneider aus Eslohe um 1890)
- Ein bei Arbeiten im Jahr 1931 gefundenes Kreuz (15. Jahrhundert ?) mit hohlem Korpus, der heute das Kreuz über dem Altar ziert. Im Kopf des Korpus befand sich ein Vermerk in Latein aus dem Jahr 1732 über eine vorgenommene Restaurierung.

## Bildergalerie St. Burchard

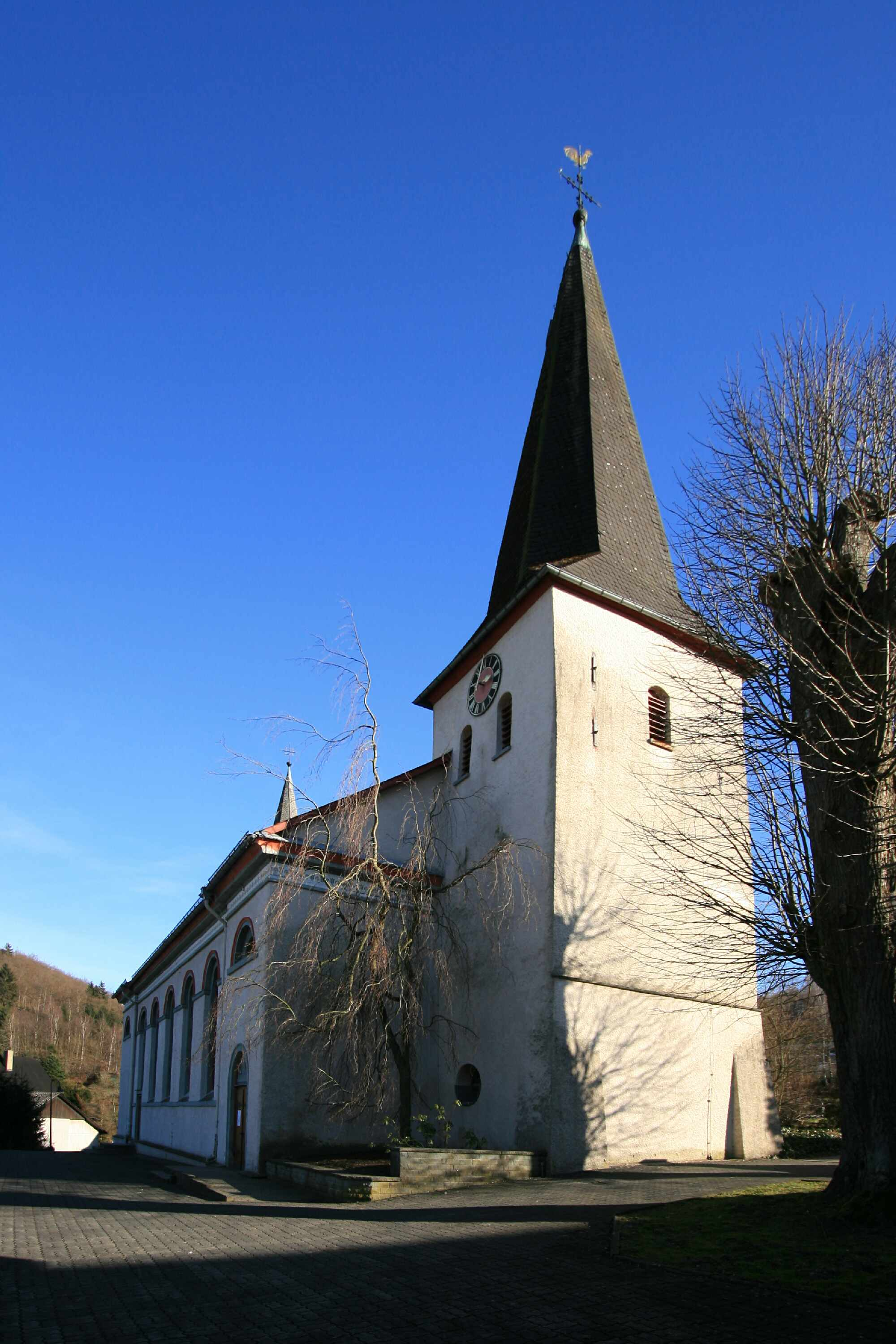
Kirche Oedingen Ansicht von Nord-West
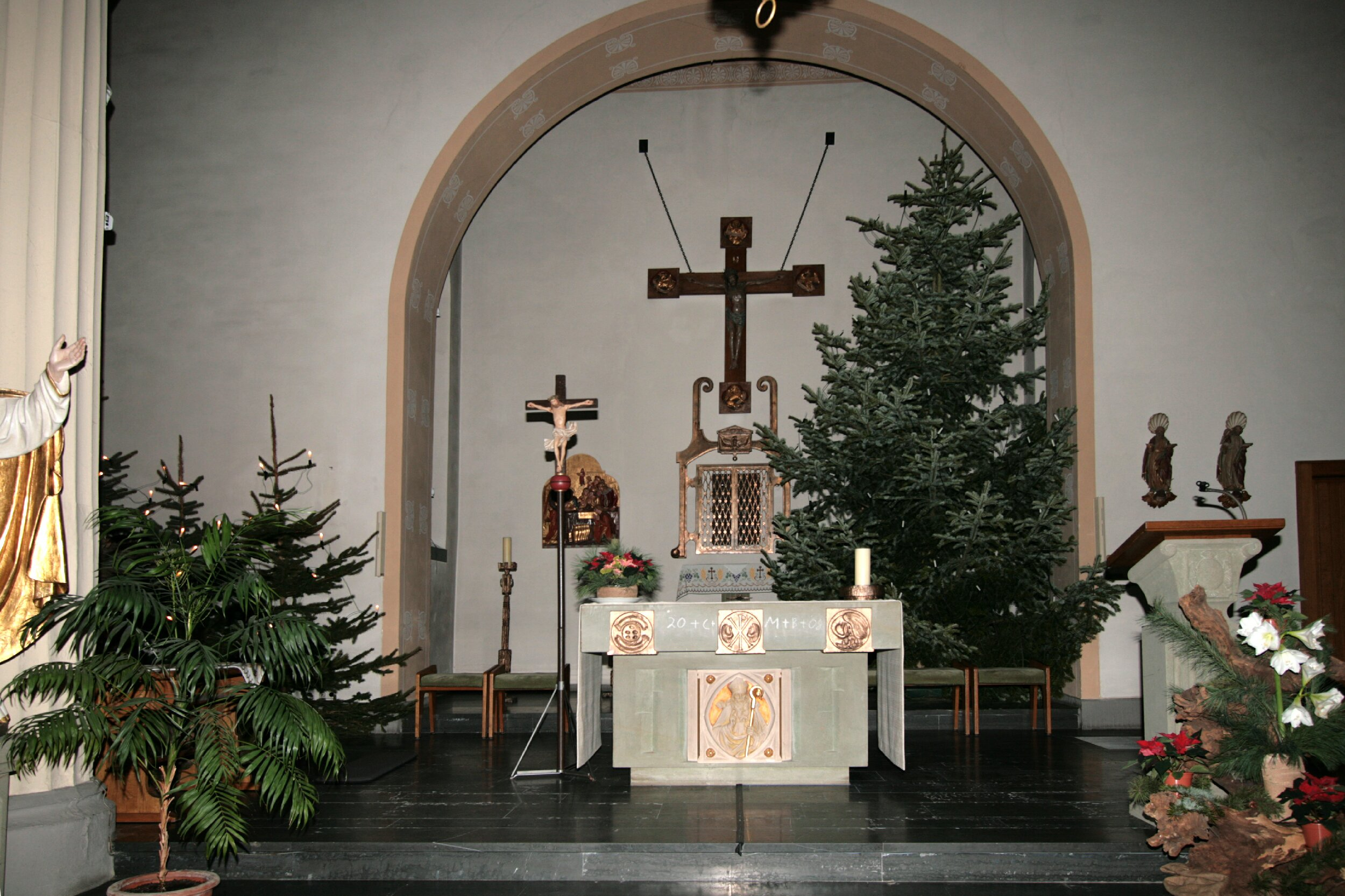
Kirche Oedingen Blick auf den Altar
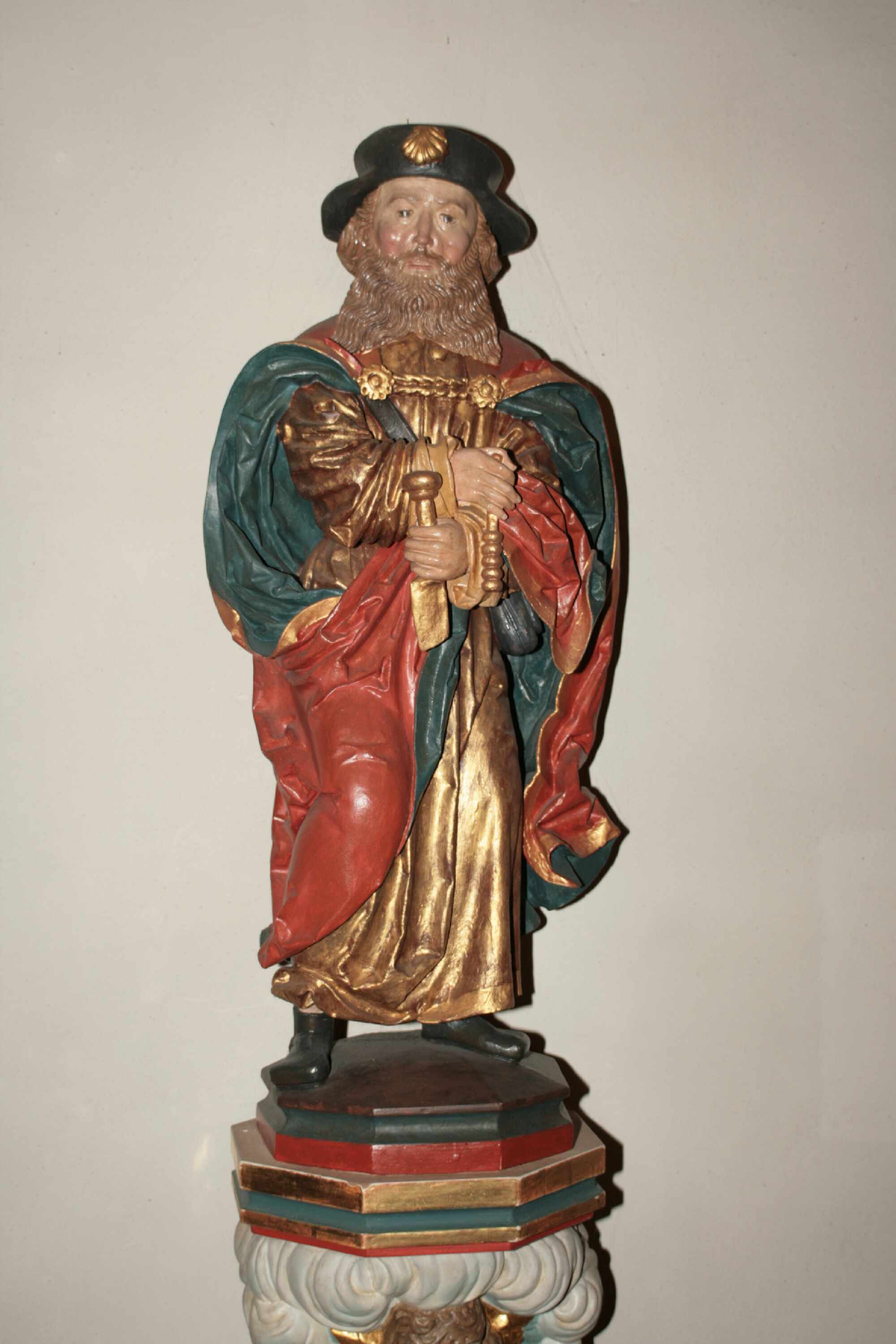
Kirche Oedingen: Hl. Jakobus d. Ä.
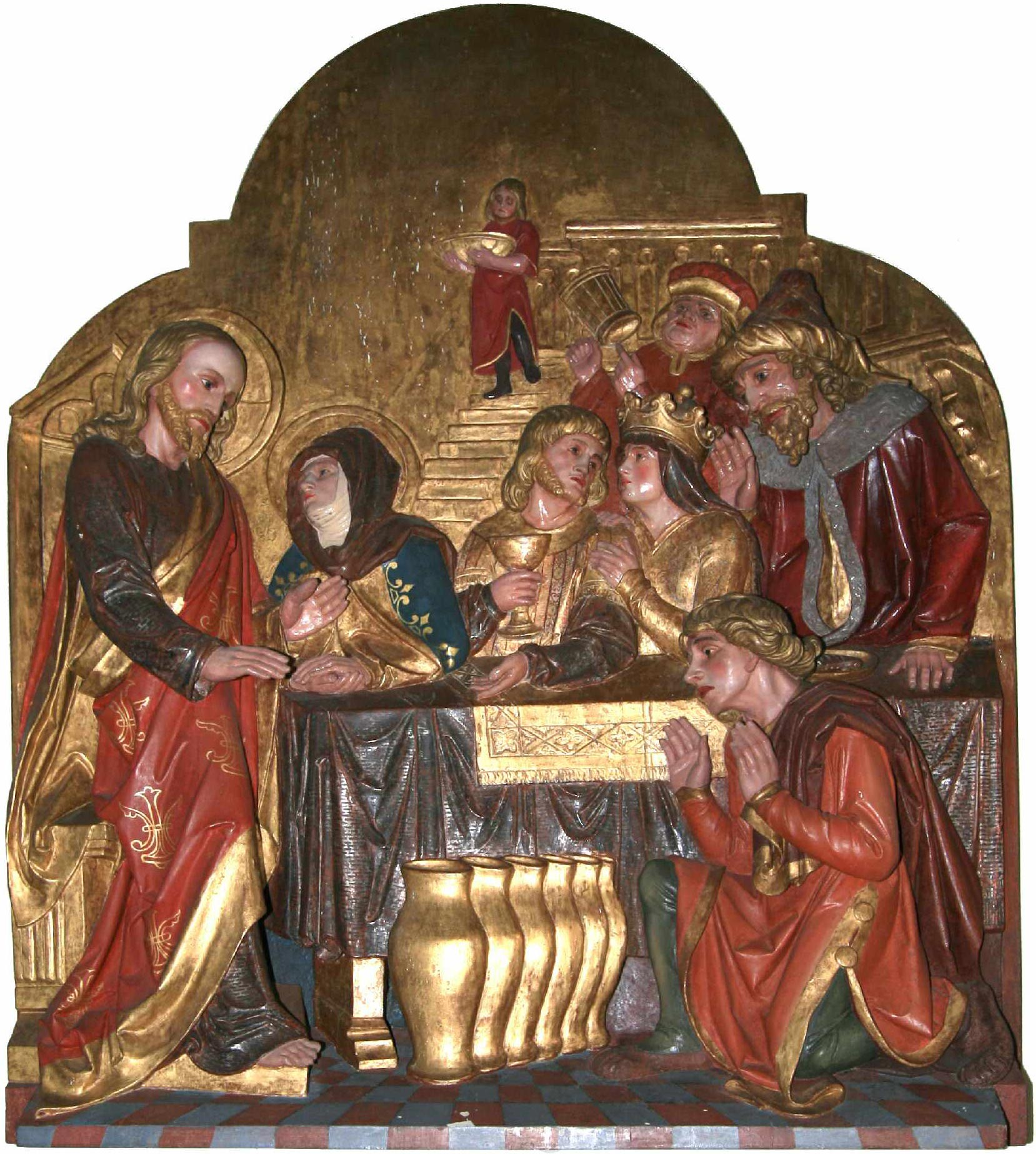
Relief: Die Hochzeit zu Kana
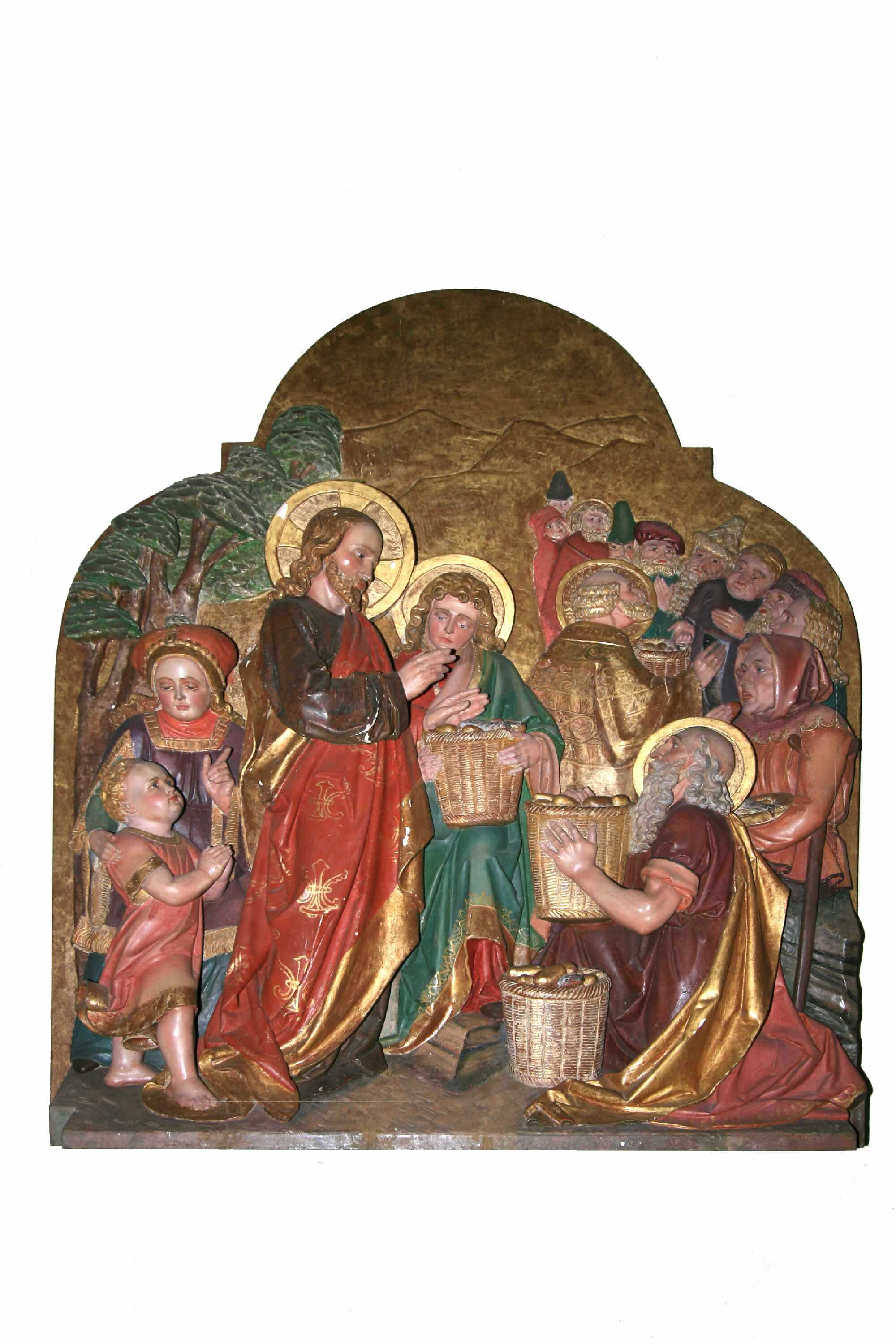
Relief: Wunderbare Brotvermehrung
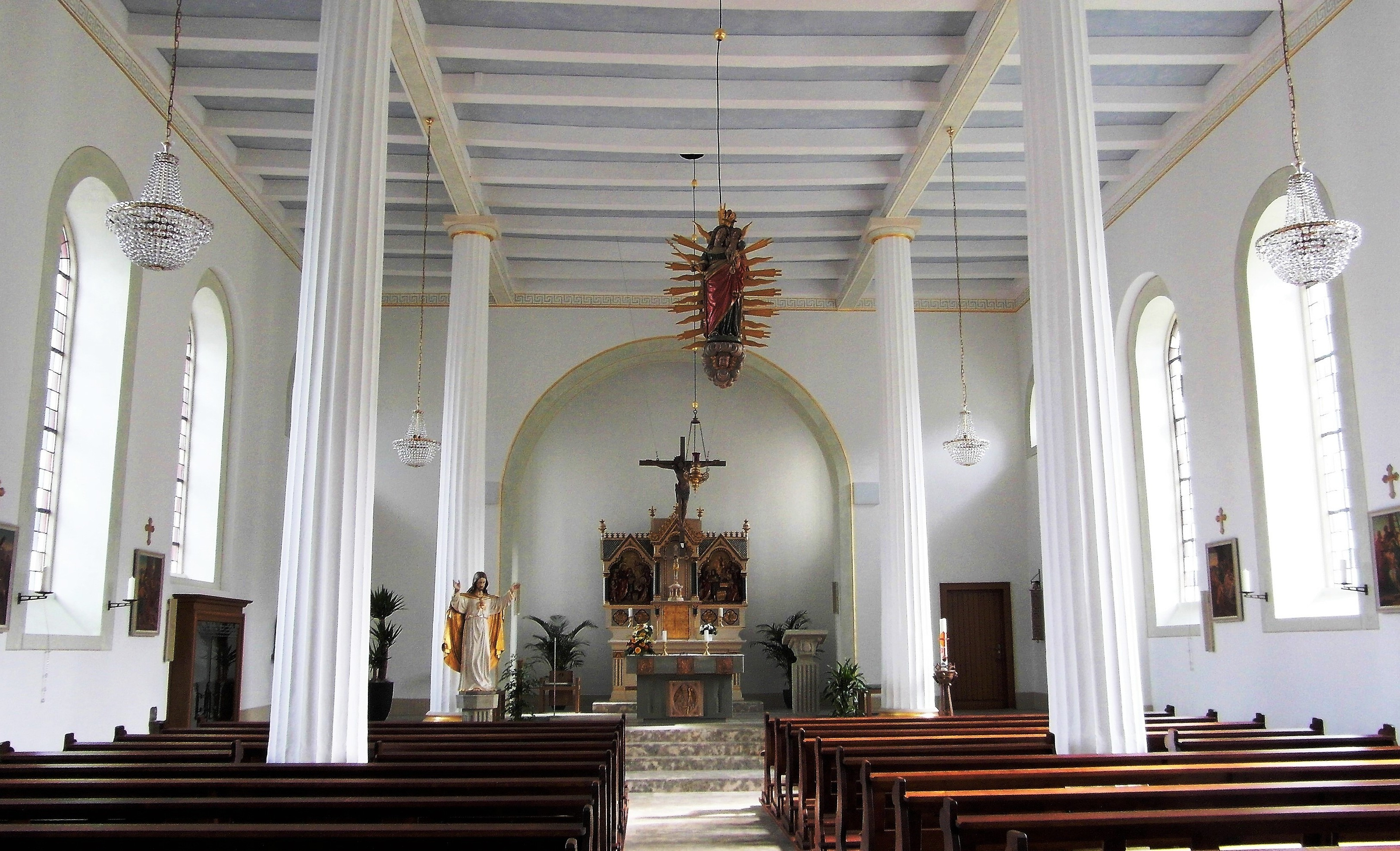
Neugestaltung des Altarraumes (2017)
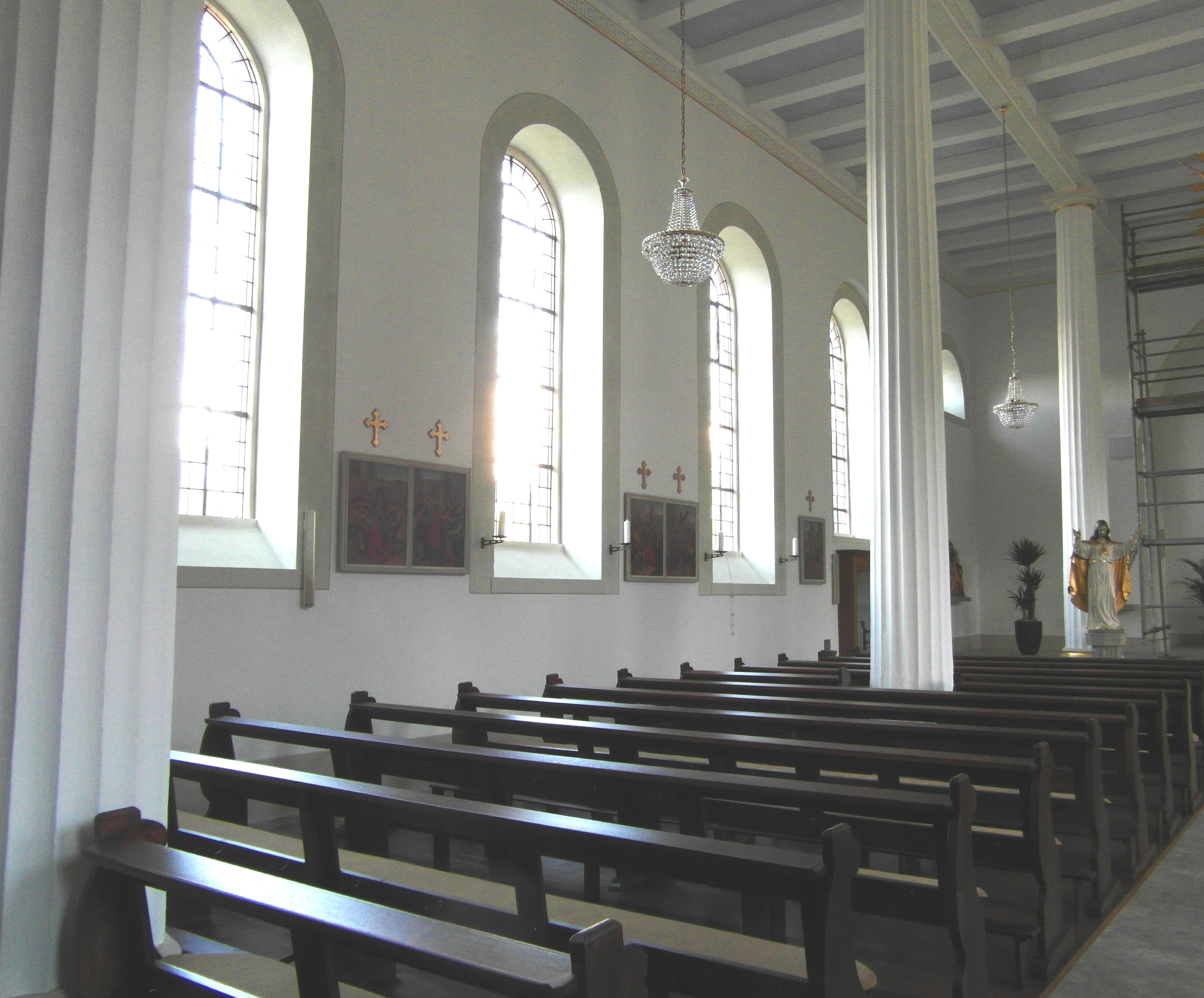
Neuanstrich Seitenschiff (2017)
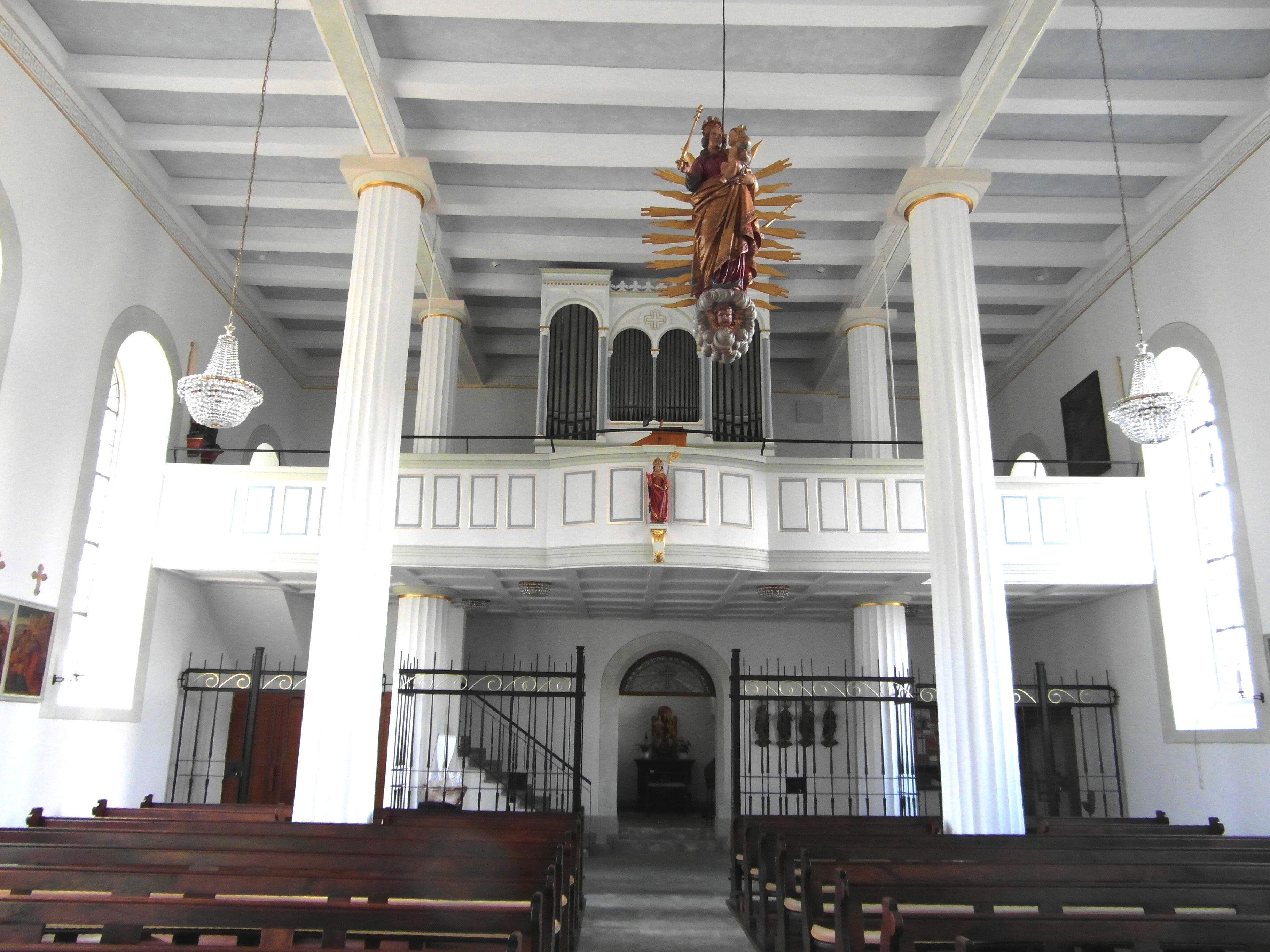
renovierte Orgelbühne (2017)